# Howdy Wilcox

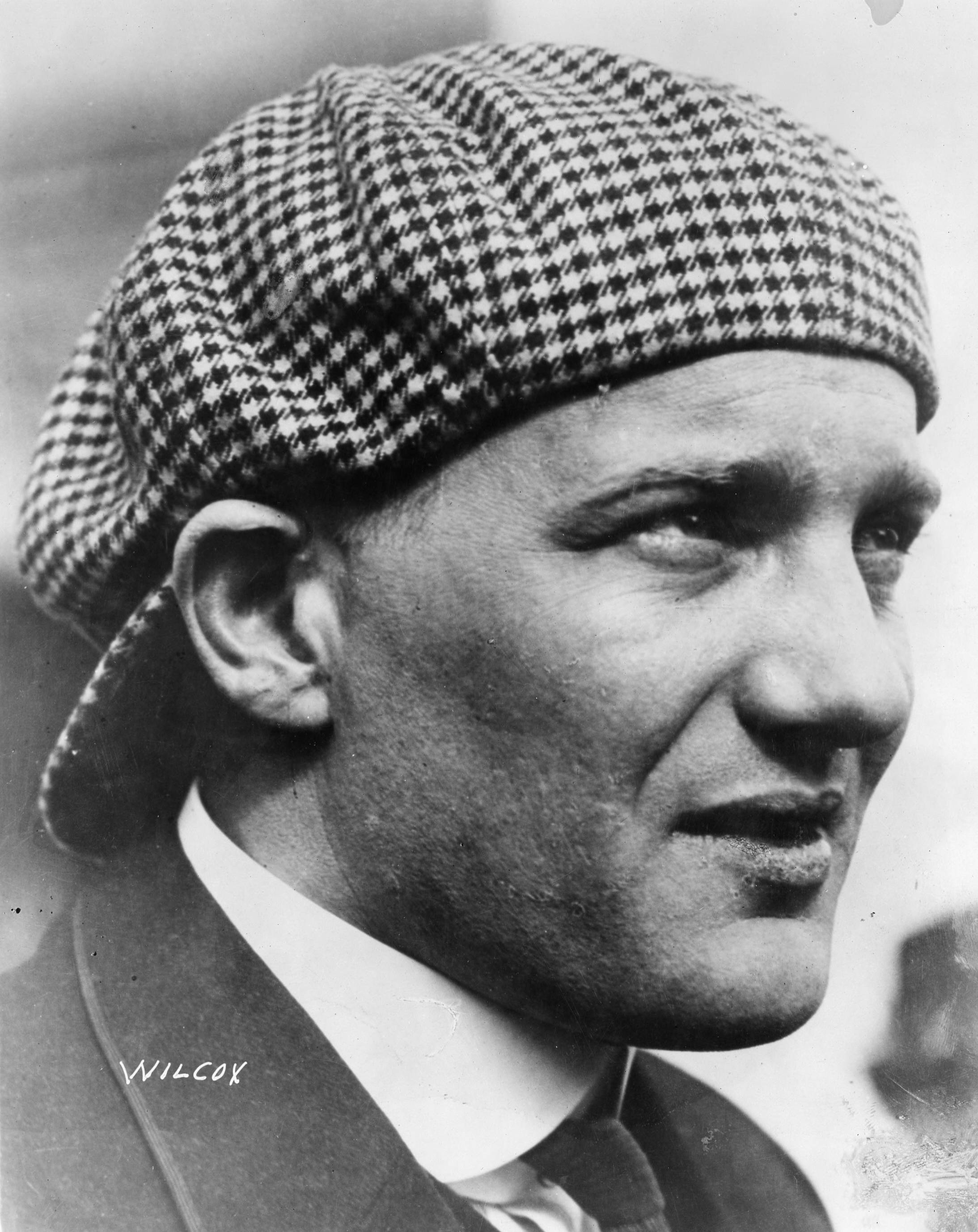
Wilcox in 1922

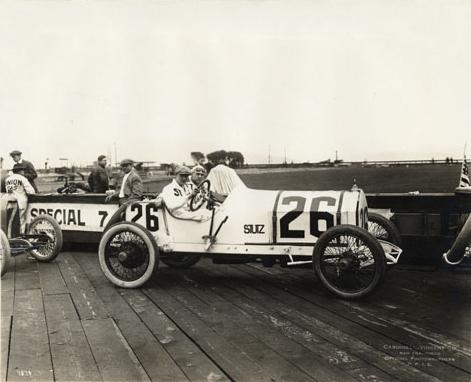
Howdy Wilcox in 1915

Howard "Howdy" Wilcox (Crawfordsville (Indiana), 24 juni 1889 - Tyrone (Pennsylvania), 4 september 1923) was een Amerikaans autocoureur. Hij won de Indianapolis 500 in 1919.
Wilcox reed de Indianapolis 500 tussen 1911 en 1923 elf keer. In 1915 vertrok hij de race vanaf poleposition en werd uiteindelijk zevende aan de finish. Hij won de race bij zijn zevende deelname in 1919 in een Peugeot, nadat hij vanaf de tweede startplaats was vertrokken. Wilcox reed zijn laatste Indy 500 in 1923. Hij had enkele ronden aan de leiding gereden maar viel uit in de 60e ronde met een mechanisch probleem aan de auto. Daarna reed hij als "aflosser" van ronde 103 tot ronde 151 in de wagen van Tommy Milton, die vanaf de 152e ronde de wagen weer overnam en de race won. Wilcox kwam ongeveer drie maanden na zijn laatste Indy 500 om het leven bij een ongeval op de Altoona Speedway in Pennsylvania. In 1927 werd hij met terugwerkende kracht winnaar van het kampioenschap van de American Automobile Association, de voorloper van de huidige IndyCar Series.